# MM63FE
MM63FE bezeichnet einen Schiffstyp von Doppelendfähren. Von dem Schiffstyp wurden drei Einheiten für die norwegische Reederei Nor Ferjer gebaut.

## Geschichte
Bauwerft war die norwegische Fiskerstrand Verft in Fiskarstrand. Die Rümpfe der Schiffe wurde von der Werft Western Baltija Shipbuilding in Klaipėda zugeliefert.
Die Fähren wurden für die Reederei Nor Ferjer gebaut und zunächst von Tide Sjø eingesetzt. Seit Anfang 2012 werden sie von der Reederei Norled betrieben, die aus der Reederei Nor Ferjer hervorgegangen war.
Der Schiffsentwurf stammte vom Schiffsarchitekturbüro Multi Maritime in Førde.

## Beschreibung
Die Fähren werden von vier Achtzylinder-Viertakt-Dieselmotoren des Typs Scania DI16 43M mit jeweils 441 kW Leistung angetrieben. Die Motoren wirken auf zwei Schottel-Propellergondeln, von denen sich jeweils eine an den beiden Enden der Fähren befindet. Für die Stromerzeugung stehen zwei von John-Deere-Dieselmotoren angetriebene Stamford-Generatoren zur Verfügung.
Die Fähren verfügen über ein durchlaufendes Fahrzeugdeck mit herunterklappbaren Rampen an beiden Enden. Die Länge des Fahrzeugdecks beträgt 63 m. Auf einer Seite der Fähren befinden sich Decksaufbauten mit Aufenthaltsräumen für die Passagiere. In der Mitte der Schiffe ist das Steuerhaus auf die Decksaufbauten aufgesetzt. Das Steuerhaus ragt über dem Fahrzeugdeck etwas über die Decksaufbauten hinaus. Auf der anderen Seite ist das Fahrzeugdeck durch eine hochgezogene Bordwand gegen überkommendes Wasser geschützt. Die nutzbare Durchfahrtshöhe auf dem Fahrzeugdeck beträgt 5 m, die maximale Achslast 15 t. Die Fähren waren mit einer Kapazität von 190 Passagieren entworfen. Je nach Einsatzgebiet der Fähren unterscheidet sich die tatsächliche Kapazität – sie beträgt zwischen 145 und 255 Personen. Die Lauvstad ist als einzige der drei Fähren mit Automaten für Getränke und Snacks für die Passagiere ausgestattet.

## Schiffe
| MM63FE   | MM63FE    | MM63FE     | MM63FE            | MM63FE          |
| Bauname  | Baunummer | IMO-Nummer | Ablieferung       | Strecke         |
| -------- | --------- | ---------- | ----------------- | --------------- |
| Ørland   | 54        | 9371543    | 21. Dezember 2006 |                 |
| Sand     | 57        | 9387487    | 24. März 2007     | Koparnes–Årvika |
| Lauvstad | 58        | 9418808    | 17. Dezember 2007 | Stornes–Bjørnå  |

Die Schiffe fahren unter der Flagge Norwegens mit unterschiedlichen Heimathäfen: die Ørland ist in Trondheim registriert, die Sand in Stavanger und die Lauvstad in Ålesund.